# Ambulyx javanica
Ambulyx javanica är en fjärilsart som beskrevs av Clark 1930. Ambulyx javanica ingår i släktet Ambulyx och familjen svärmare. Inga underarter finns listade i Catalogue of Life.